# غار فاس
غار فاس، در دشت بیاض در استان خراسان رضوی قرار دارد. این غار بین شهرهای گناباد و قاین، در ۱۸ کیلومتری غرب منطقه قرار دارد. ارتفای دهانه آن تا زمین ۴۰ متر و عرض آن ۶۰ متر است.